# Курт Гедель
Курт Ге́дель  (нім. Kurt Gödel; 28 квітня 1906, Брюнн, Австро-Угорщина (тепер Брно, Чехія) — 14 січня 1978, Принстон, США) — австрійський логік і математик, філософ, приват-доцент Віденського університету (1933–1938).

## Біографія
Народився 28 квітня 1906 року у Брюнні (нині місто Брно, Чехія). Закінчив Віденський університет, де захистив докторську дисертацію. 1940 року, після аншлюсу, емігрував до США.
З 1953 року професор Принстонського інституту перспективних досліджень, член Національної АН США та Американського філософського товариства.
В пізньому житті у Геделя були періоди психічної нестабільності та хвороб. Після вбивства його близького друга Моріца Шліка в Геделя розвинувся нав'язливий страх бути отруєним, і він їв лише їжу, яку готувала його дружина Адель. Адель була госпіталізована наприкінці 1977 року, і за її відсутності Гедель відмовлявся їсти; на момент смерті від «недоїдання, спричиненого розладом особистості» в Принстонській лікарні 14 січня 1978 року він важив 29 кілограмів. Похований на Принстонському кладовищі. Адель померла у 1981 році.

## Доробок
Гедель був логіком і філософом науки. Найвідоміше досягнення Геделя — це сформульовані й доведені ним теореми про неповноту, опубліковані 1931 року. Теореми Геделя стосувалися перш за все формальної системи, яка описує основу основ математики — формальної арифметики. Перша теорема стверджує: якщо формальна арифметика несуперечлива, то вона неповна. Друга теорема стверджує: несуперечливість формальної арифметики не можна довести засобами самої формальної арифметики. Отримані результати поширено на найвідоміші формально-аксіоматичні системи: Рассела — Вайтгеда, Цермело — Френкеля, Гільберта тощо. Стало зрозуміло, що будь-яка досить потужна несуперечлива система необхідно неповна. Більш того, така неповнота має принциповий характер, її не можна усунути поступовим приєднанням до системи нових аксіом. Узагальнюючи це твердження можна сказати, що будь-яка мова, досить «потужна» для визначення натуральних чисел (наприклад, логіка другого порядку чи українська мова), є неповною, тобто містить висловлювання, які не можна ані довести, ані заперечити, спираючись на аксіоми мови. Доведені Геделем теореми мають широкі наслідки як для математики, так і для філософії (зокрема, для онтології та філософії науки).
Крім того Геделю належать праці в галузі диференціальної геометрії й теоретичної фізики. Зокрема, він написав працю про загальну теорію відносності, в якій запропонував варіант розв'язку рівнянь Ейнштейна, з якого випливає, що Всесвіт може бути влаштований так, що перебіг часу в ньому закільцьований (метрика Геделя). Теоретично такий розв'язок припускає подорожі в часі. Більшість сучасних фізиків вважають, що цей розв'язок правильний лише формально і не має фізичного сенсу.

## Релігійні погляди
Гедель вірив, що Бог був особою, і називав свою філософію «раціоналістичною, ідеалістичною, оптимістичною і теологічною».
Вірив у потойбічне життя, кажучи: «Звичайно, це передбачає, що існує багато взаємозв'язків, про які сьогоднішня наука і отримана мудрість не мають жодного уявлення. Але я переконаний у цьому [потойбічному житті], незалежно від будь-якої теології». Він вважав, що «сьогодні можна усвідомити чистим розумом», що це «цілком узгоджується з відомими фактами». «Якщо світ раціонально побудований і має сенс, то така річ [як потойбічне життя] повинна існувати».
У неопублікованій відповіді на анкету Гедель описав свою релігію так: «Я хрещений лютеранин (але не член жодної релігійної громади). Моя віра є теїстичною, а не пантеїстичною, слідує за Лейбніцем, а не за Спінозою». Загалом про релігію (релігії) він казав: «Релігії здебільшого погані, але релігія — ні». За словами його дружини Адель, «Гедель, хоча й не ходив до церкви, був релігійним і читав Біблію в ліжку щонеділі вранці», а про іслам він говорив: «Мені подобається іслам: це послідовне і відкрите уявлення про релігію».

## Праці
- Gödel, K. Collected Works. Vol. I. Publications 1929—1936. ― Oxford: Oxford University Press, 1986.
- Gödel, K. Collected Works. Vol. II. Publications 1938—1974. ― Oxford: Oxford University Press, 1990.
- Gödel, K. Collected Works. Vol. III. Unpublished essays and lectures. ― Oxford: Oxford University Press, 1995.
- Gödel, K. Collected Works. Vol. IV. Correspondence A-G. ― Oxford: Oxford University Press, 2003.
- Gödel, K. Collected Works. Vol. V: Correspondence H-Z. ― Oxford: Oxford University Press, 2003.

## Визнання
Почесний доктор Єльського й Гарвардського університетів, член Американського наукового товариства[джерело?].
1951 року Курта Геделя відзначено найвищою нагородою США в галузі теоретичної фізики — Ейнштейнівською премією. У статті, присвяченій цій події, Джон фон Нейман написав[джерело?]:
|  | Внесок Курта Геделя до сучасної логіки воістину монументальний. Це — більше, ніж просто монумент. Це віха, що поділяє дві епохи… Без жодного перебільшення можна сказати, що праці Геделя докорінно змінили сам предмет логіки як науки. |

## Переклади українською мовою
Гьодель, К. Нотатка про взаємозв'язок між теорією відносності та ідеалістичною філософією. — Пер. з англ. — У публ.: Юрій Олійник. Обертові світи і відносність існування: сім кроків до філософії Курта Гьоделя. — Е-ресурс: www.tureligious.com.ua (також рос. мовою, у публ.: Юрий Олейник. Вращающиеся миры и относительность существования: семь приближений к философии Курта Геделя. — Е-ресурс: www.academia.edu)